# هاري كلاين
هاري كلاين (بالبرتغالية: Harri Klein‏) هو مجدف برازيلي، ولد في 1942 في بورتو أليغري في البرازيل.

## وصلات خارجية
- هاري كلاين على موقع الاتحاد الدولي للتجديف (الإنجليزية)
- هاري كلاين على موقع أوليمبيديا (الإنجليزية)